# Abbaye de Prémontré
L'abbaye de Prémontré ne doit pas être confondue avec l'Ordre des chanoines réguliers de Prémontré.
L'ancienne abbaye de Prémontré, située à une vingtaine de kilomètres à l'ouest de Laon dans l'Aisne, fut fondée par  Norbert de Xanten, en 1120. Elle fut abbaye-mère de l'ordre des chanoines réguliers de Prémontré.

## Histoire

### Abbaye
Au XIIe siècle, l'évêque de Laon Barthélemy de Jur donna à Norbert un terrain dans la forêt de Voas (Saint-Gobain) au lieu-dit Presmontré  pour y fonder sa communauté. Ce qu'il fit en 1120 et deux ans plus tard, le 28 avril 1122, les évêques Barthélemy de Laon et Lisiard de Soissons, consacrèrent l'église. La communauté prit le nom de Prémontrés ou de Norbertins.
Son escalier suspendu sur voûte de 1730 serait l'œuvre de l'architecte Nicolas Bonhomme, qui a travaillé sur l'abbaye Saint-Martin de Laon
.

### Révolution et verrerie
Lors de la sécularisation des biens du clergé pendant la Révolution française, il est décidé que l'acquéreur des vastes bâtiments de l'abbaye aura l'obligation d'y établir une verrerie. Ce n'est qu'en 1803 que la famille Deviolaine réunit les capitaux nécessaires. La verrerie produit d'abord des bouteilles de champagne puis, à partir de 1807, du verre à vitre, des verres colorés, des cloches de jardin, etc. Pendant l'occupation de la France en 1814 et 1815, les troupes étrangères y séjournent et la mettent au pillage. Paul Deviolaine restaure la fabrique et, en 1826, y introduit le coulage des glaces. Le combustible est fourni par la forêt de Saint-Gobain, propriété du prince Louis-Philippe d'Orléans qui, lorsqu'il devient roi des Français en 1830, accorde à la fabrique la fourniture des bouteilles et verres de la cour royale. L'accroissement de l'activité conduit Paul Deviolaine à transférer son usine à Vauxrot.

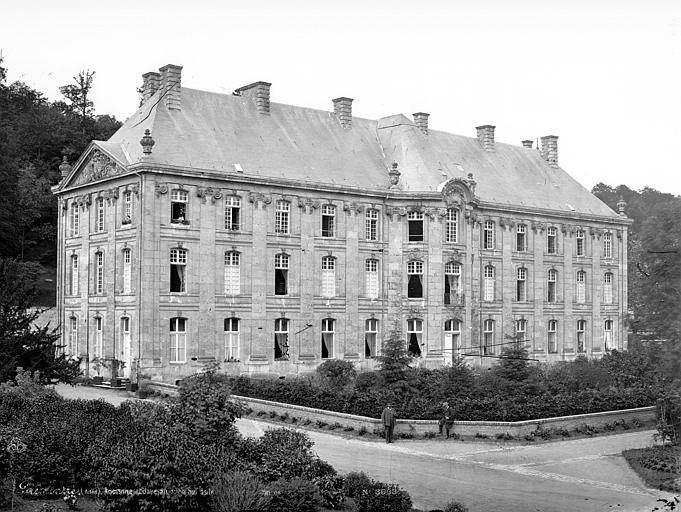
Aile gauche de l'hôpital psychiatrique en 1880.

### Monument classé et hôpital
Achetée par le département en 1861, cette abbaye est actuellement un hôpital psychiatrique et seule une petite partie des bâtiments est accessible au public. L'année suivante, en 1862, les bâtiments de l'ancienne abbaye sont classés au titre des monuments historiques.
De nos jours, l'abbaye de Prémontré abrite un établissement public de santé mentale. En dehors du champ de compétences de ce genre d'établissement, celui-ci propose aussi des activités physiques, sportives, culturelles et techniques à travers l'espace Sophora ainsi que par l'espace culturel La Cordonnerie géré par la Ligue de l'enseignement-Fédération de l'Aisne.

## Photos

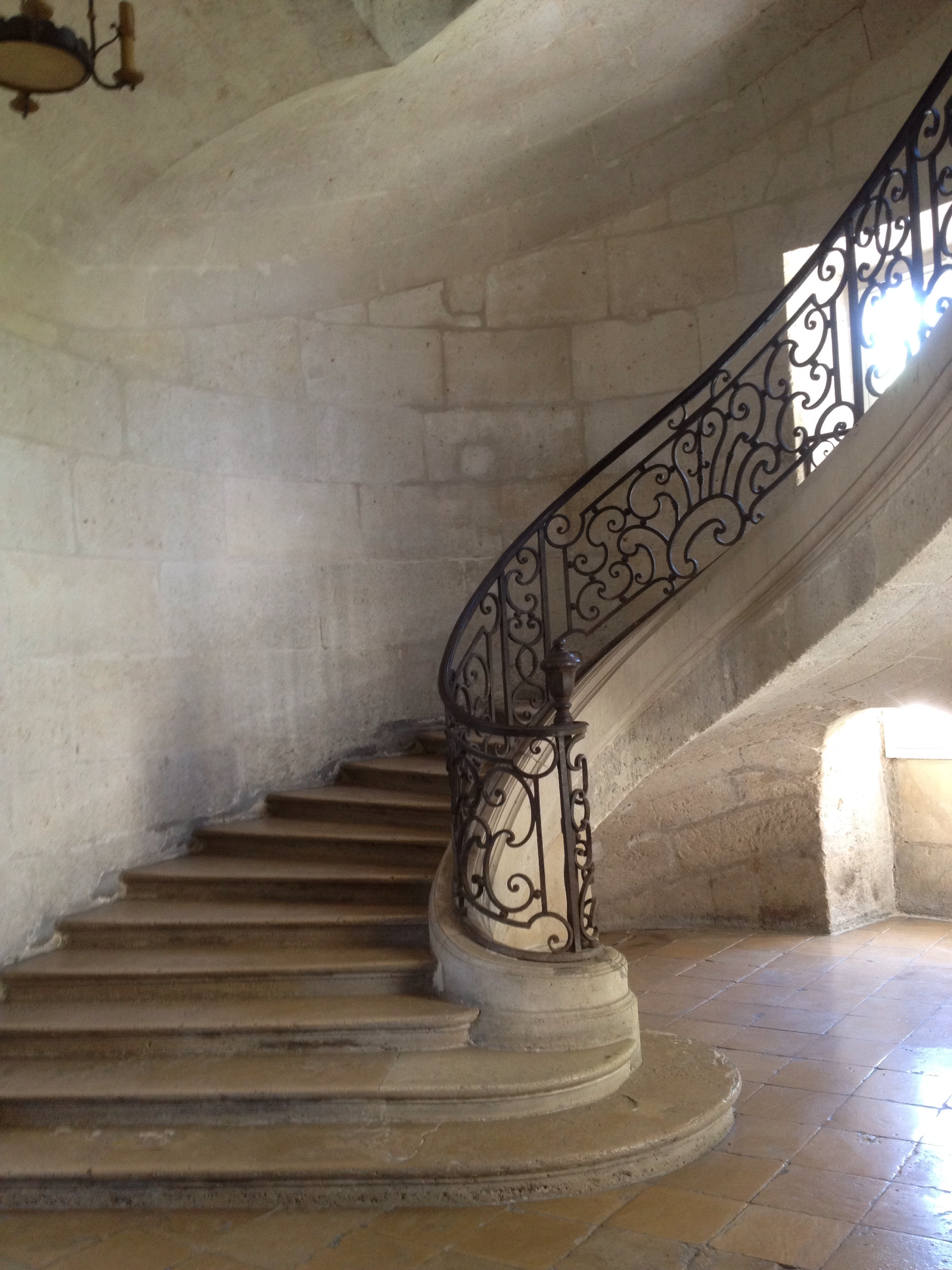
Escalier monumental accessible au public au sein de l'abbaye de Prémontré.
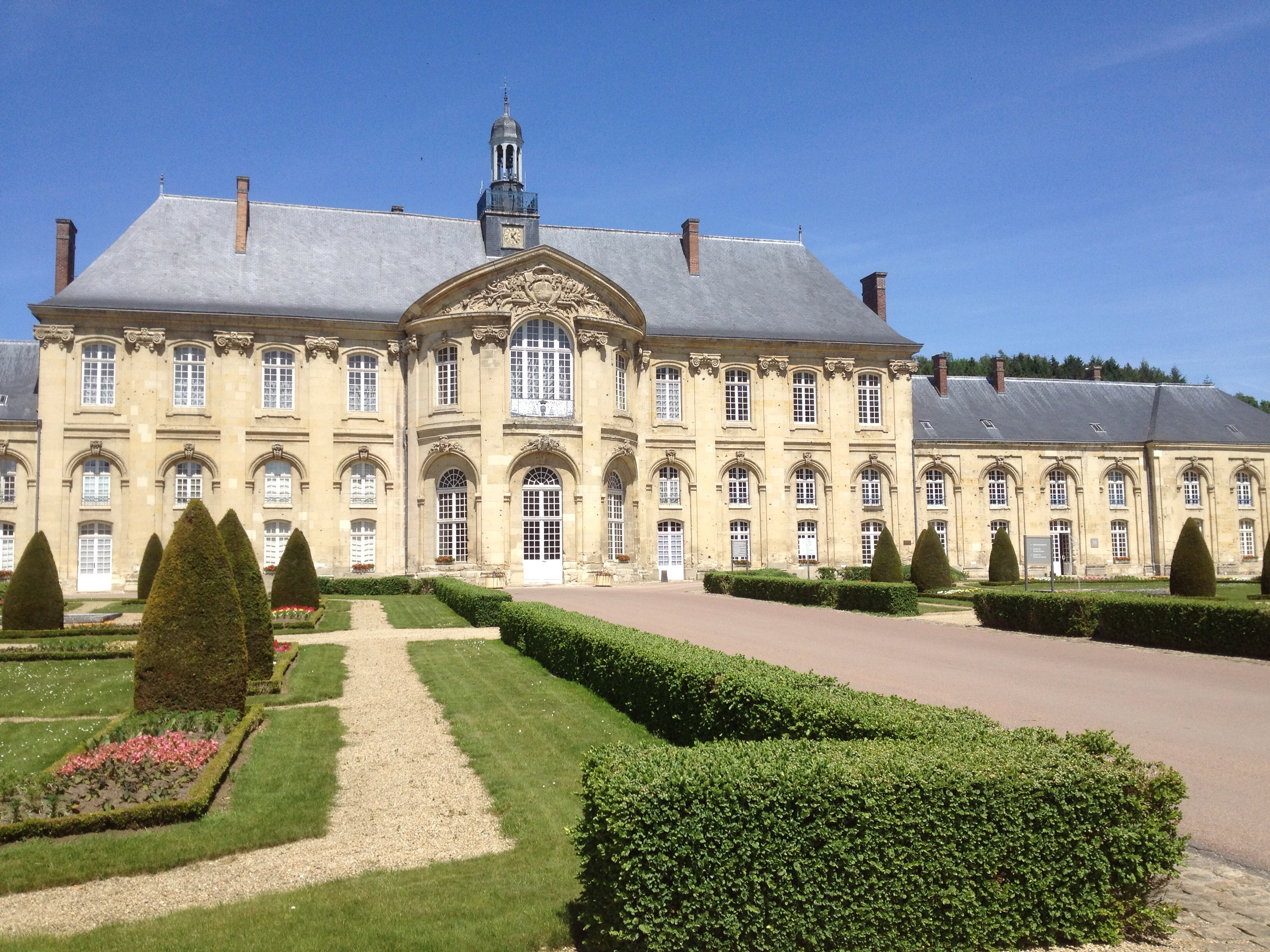
Bâtiment principal de l'abbaye de Prémontré.
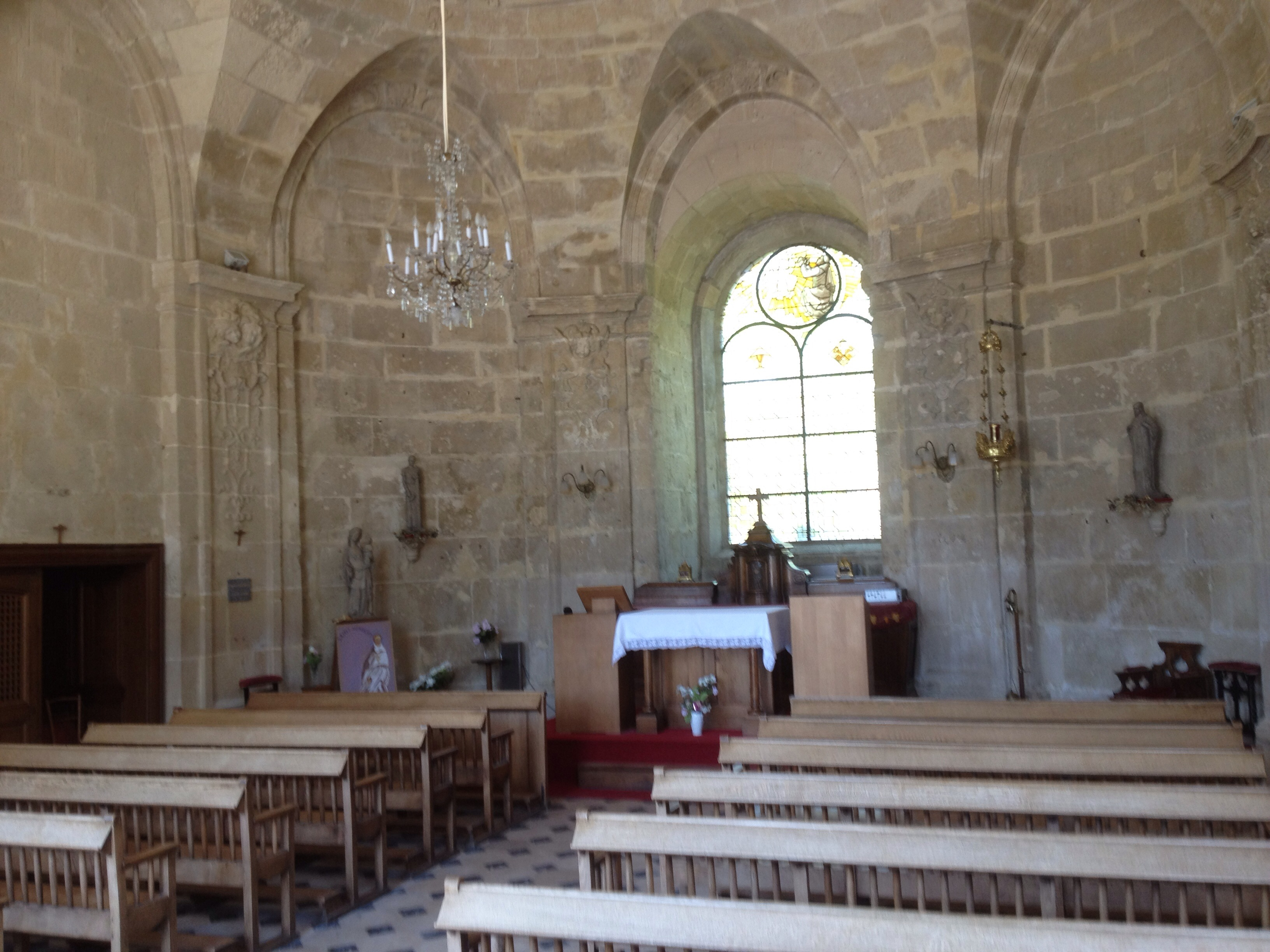
Chapelle de l'abbaye de Prémontré.
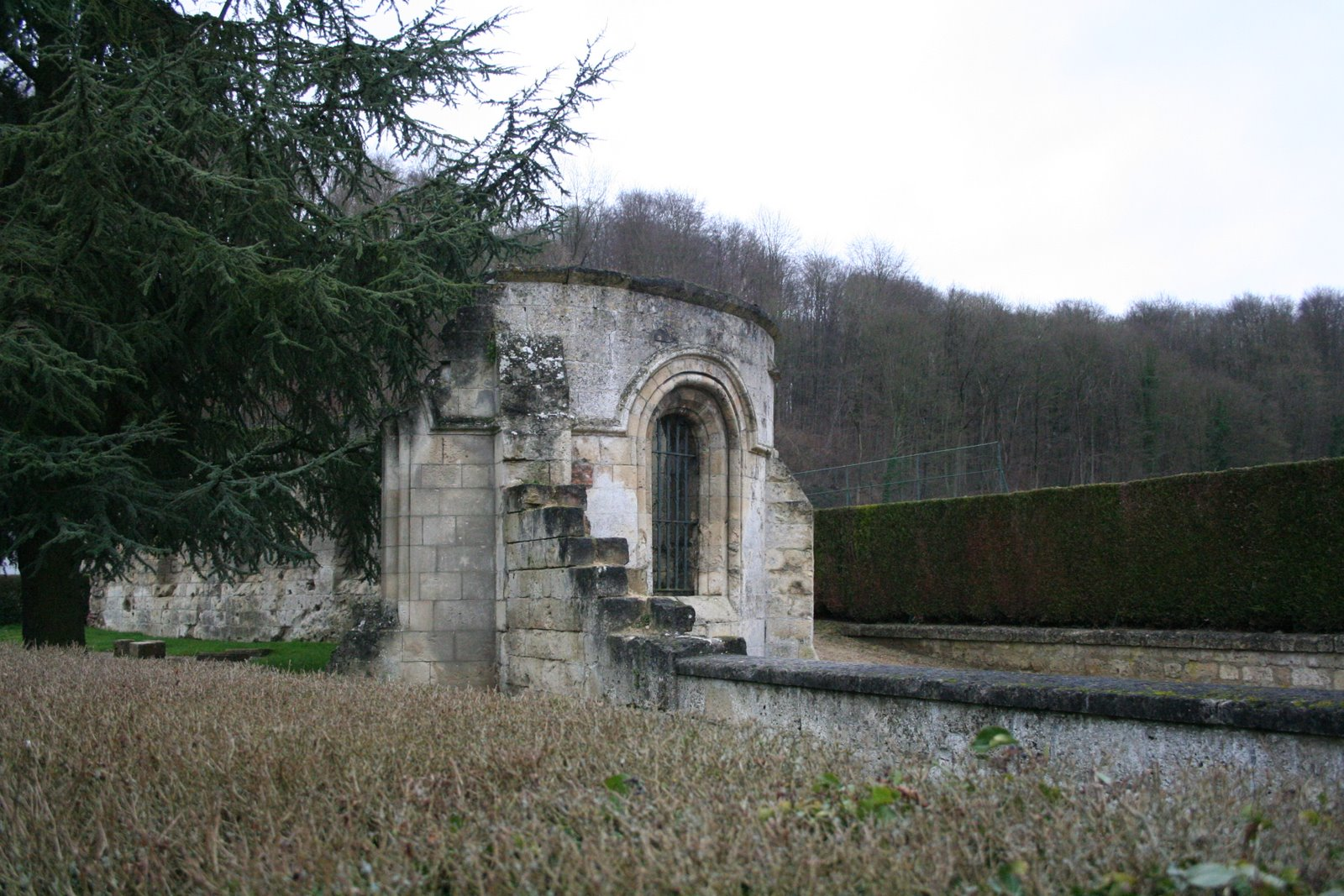
Chapelle de l'abbaye.

## Liste des abbés et abbés généraux de l'ordre

### Abbés du monastère et abbés généraux de l'Ordre

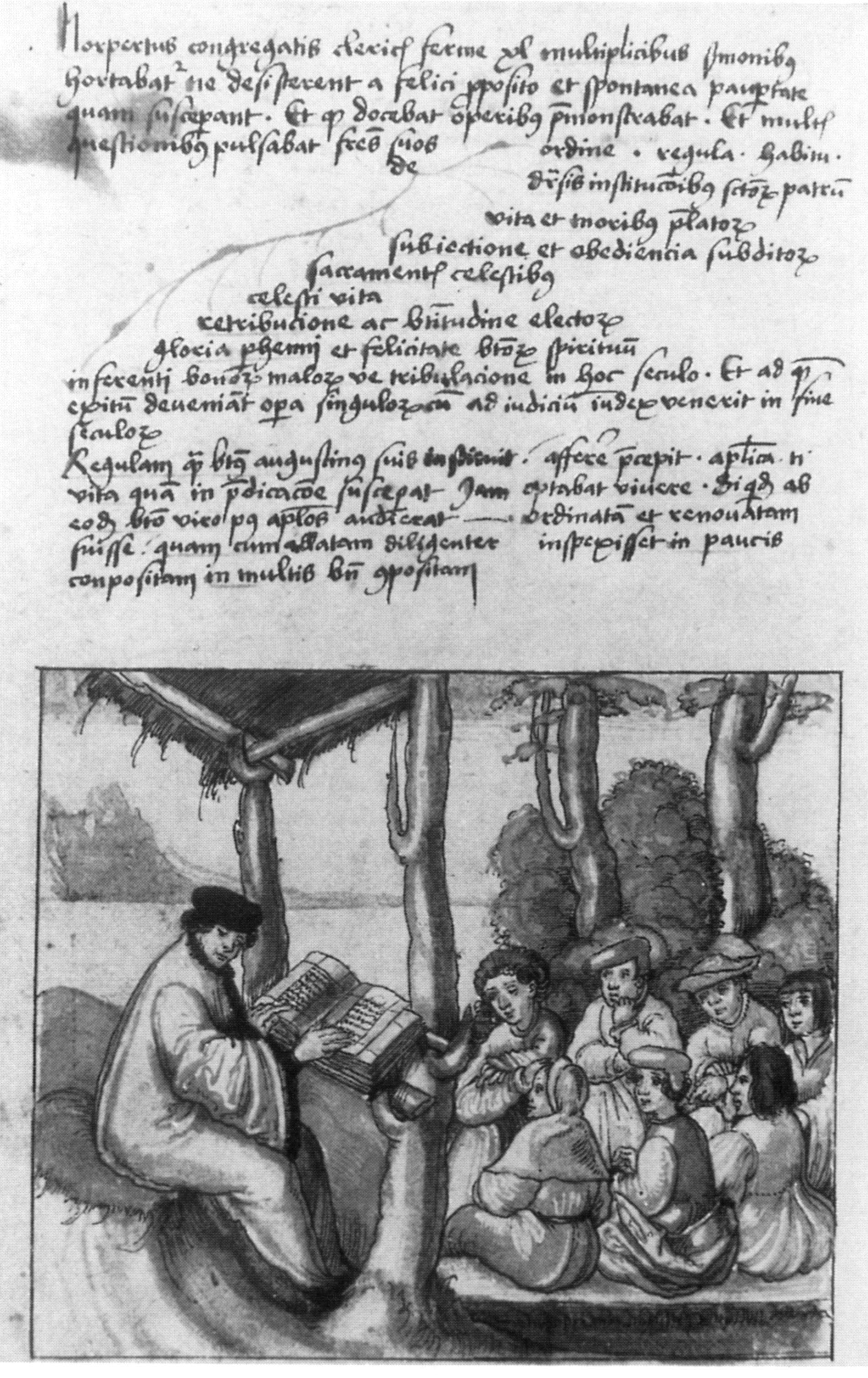
Première assemblée de Norbert de Xanten et ses premiers disciples en la forêt de Laon.

- 1128-1161 : bienheureux Hugues Ier de Fosses, résigna
- 1161-1171 : Philippe Ier de Reims
- 1171-1171 : Jean Ier de Brienne, déposé, avant et après abbé de Beaulieu
- 1171-1174 : Odon, résigna, auparavant abbé de Val-Secret
- 1174-1189 : Hugues II, résigna, auparavant abbé de Cuissy
- 1189-1191 : Robert Ier, résigna, avant et après abbé de Val-Secret
- 1191-1195 : Gautier, avant et en même temps abbé de Riéval
- 1195-1201 : Pierre Ier de Saint-Médard, résigna, auparavant abbé de Saint-Just, puis de Cuissy
- 1201-1203 : Baudouin, auparavant abbé de Chartreuve
- 1203-1204 : Vermond, résigna, ensuite abbé de Saint-Paul de Verdun
- 1204-1206 : Guillaume Ier de Saint-Omer, déposé, auparavant abbé de Cuissy et de Vermand
- 1206-1209 : Robert II, résigna, auparavant abbé d'Ardenne
- 1209-1220 : Gervais d’Angles, auparavant abbé de Saint-Just et de Thenailles, ensuite évêque de Séez
- 1220-1233 : Conrad Suève, déposé, auparavant prévôt de Weissenau et abbé de Val-Secret, ensuite abbé de Cuissy
- 1233-1238 : Guillaume II d’Angles, résigna, auparavant abbé de Dale
- 1238-1242 : Hugues III d'Hirson
- 1242-1242 : Nicolas Hailgrin, auparavant abbé de Dommartin
- 1242-1247 : Conon, auparavant abbé de Fontaine-André, Thenailles et Braine
- 1247-1269 : Jean II de Rocquigny, auparavant abbé de Clairefontaine
- 1269-1278 : Guerric, auparavant abbé de Saint-Marien d'Auxerre
- 1278-1281 : Gilles van Biervliet, résigna, auparavant abbé de Saint-Michel d'Anvers
- 1282-1287 : Guy, auparavant abbé de Corneux
- 1287-1288 : Robert III (Robert est le 23e abbé général de l'ordre des Prémontrés de mars 1287 au 20 mars 1288[7].)
- 1288-1304 : Guillaume III de Louvignies, résigna, auparavant abbé de Clairefontaine et de Cuissy
- 1304-1327 : Adam Ier de Crécy
- 1327-1333 : Adam II de Wassignies, auparavant abbé de Bucilly
- 1333-1339 : Jean III de Châtillon
- 1339-1352 : Jean IV Le Petit de Saint-Quentin, auparavant abbé de Valsery
- 1352-1367 : Jean V de Roigny
- 1368-1368 : Stéphane, élu mais décédé avant d’avoir pris possession du siège, auparavant abbé de Saint-Marien d'Auxerre puis de Parc
- 1368-1381 : Pierre II de Froidsaints, auparavant abbé de Joyenval
- 1381-1391 : Jean VI de Marle, résigna
- 1391-1409 : Jean VII
- 1409-1423 : Pierre III d’Hermi
- 1423-1436 : Jean VIII de Marle
- 1436-1443 : Jean IX de La Fère
- 1443-1449 : Pierre IV Rodier, auparavant abbé de Doue et de Cuissy
- 1449-1458 : Jean X Aguet
- 1458-1470 : Simon de La Terrière
- 1470-1497 : Hubert Gobert, dit Hubert Ier de Monthermé, auparavant abbé de Lavaldieu et de Saint-Paul de Verdun
- 1497-1512 : Jean XI de L’Ecluse, auparavant abbé du Mont-Saint-Martin
- 1512-1512 : Jean XII Evrard, résigna avant confirmation, abbé de Cuissy
- 1512-1531 : Jean XIII Bachimont, auparavant abbé de Cuissy
- 1531-1533 : Virgile de Limoges, auparavant abbé de l'île-Dieu
- 1533-1533 : Michel Ier Coupson, élu mais non confirmé, auparavant abbé de Joyenval et de Braine
- 1533-1562 : cardinal François Ier de Pise, résigna
  - Vicaires pour le gouvernement de l'ordre : Jean de Folembray, abbé de Clairefontaine (1533-1537) et Josse Coquerel, abbé de Saint-Just (1537-1562)
- 1562-1573 : cardinal Hippolyte d’Este, résigna
  - Vicaires pour le gouvernement de l'ordre : Gilbert Tournebulle, abbé de Moncetz (1565-1569) et Antoine Visconti, abbé de Saint-Martin de Laon (1569-1573)
- 1573-1596 : Jean XIV Despruets
- 1596-1613 : François II de Longpré, auparavant et en même temps de Val-Secret
- 1613-1635 : Pierre V Gosset
- 1635-1636 : Pierre VI Desban, élu mais non confirmé, abbé de Pont-à-Mousson puis de Cuissy
- 1636-1642 : cardinal Armand-Jean du Plessis de Richelieu, n’obtint pas les bulles papales
  - Visiteur de l'Ordre : l'abbé de Saint-Martin de Laon
- 1643-1644 : Simon Raguet, élu mais non confirmé
- 1645-1666 : Augustin Ier Le Scellier, résigna
- 1667-1702 : Michel II de Colbert-Terron
- 1702-1702 : Philippe II Celers, résigna avant confirmation, abbé de Dommartin
- 1702-1740 : Claude-Honoré-Luc de Muin
- 1740-1741 : Augustin II de Rocquevert, auparavant abbé de Clairefontaine
- 1741-1757 : Bruno Bécourt, auparavant abbé de Dommartin
- 1758-1769 : Antoine Parchappe de Vinay
- 1769-1780 : Guillaume IV Manoury
- 1780-1790 : Jean-Baptiste L'Écuy
- 1790-1869 : Suppression

### Abbés généraux de l'Ordre
- 1869-1883 : Jérôme von Zeidler, abbé de Strahov
- 1883-1906 : Sigismond Stary, abbé de Strahov
- 1906-1922 : Norbert Schachinger, abbé de Schägl
- 1922-1937[Passage contradictoire] : Gommaire Crets, abbé d'Averbode
- 1937-1962 : Hubert Noots, profès de Tongerlo, auparavant procureur général et abbé titulaire de Floreffe
- 1962-1982 : Norbert Calmels, auparavant abbé de Frigolet, évêque titulaire de Dusa (de) en Numidie de 1978 à 1985
- 1982-1996 : Marcel van de Ven, auparavant abbé de Berne
- 1996-2003 : Hermenegild-Joseph Noyens
- 2003-2018 : Thomas-Anton Handgrätinger
- 2018- : Jos Wouters